# Grande potenza
     Gli Stati Uniti d'America, unica attuale superpotenza
     Cina e Russia, potenziali superpotenze
     Francia, Germania, Giappone e Regno Unito, descritti da vari autori come grandi potenze
     L'Italia, a volte definita la più piccola tra le grandi potenze

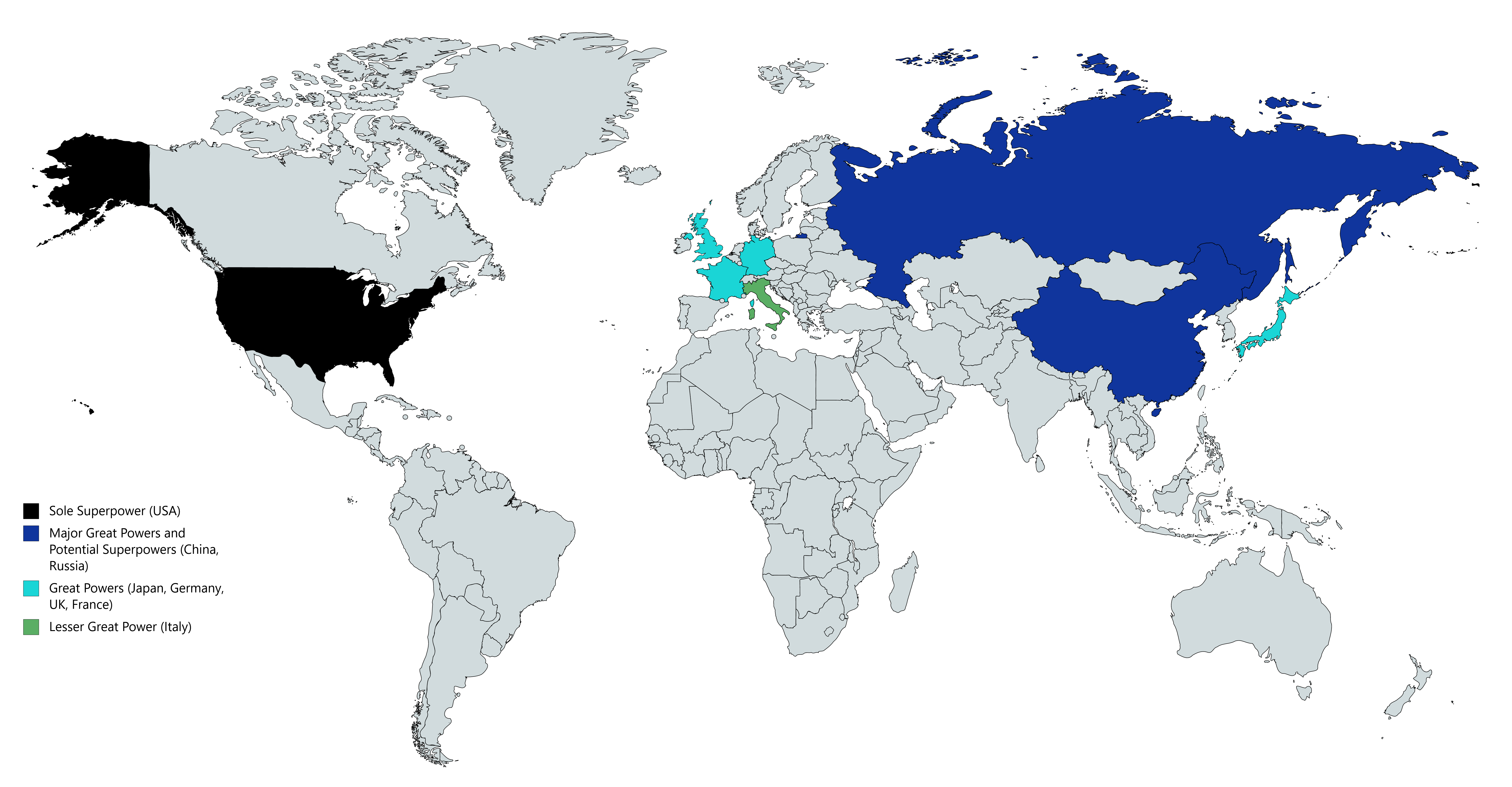
Grandi potenze al 2020
Gli Stati Uniti d'America, unica attuale superpotenza
Cina e Russia, potenziali superpotenze
Francia, Germania, Giappone e Regno Unito, descritti da vari autori come grandi potenze
L'Italia, a volte definita la più piccola tra le grandi potenze

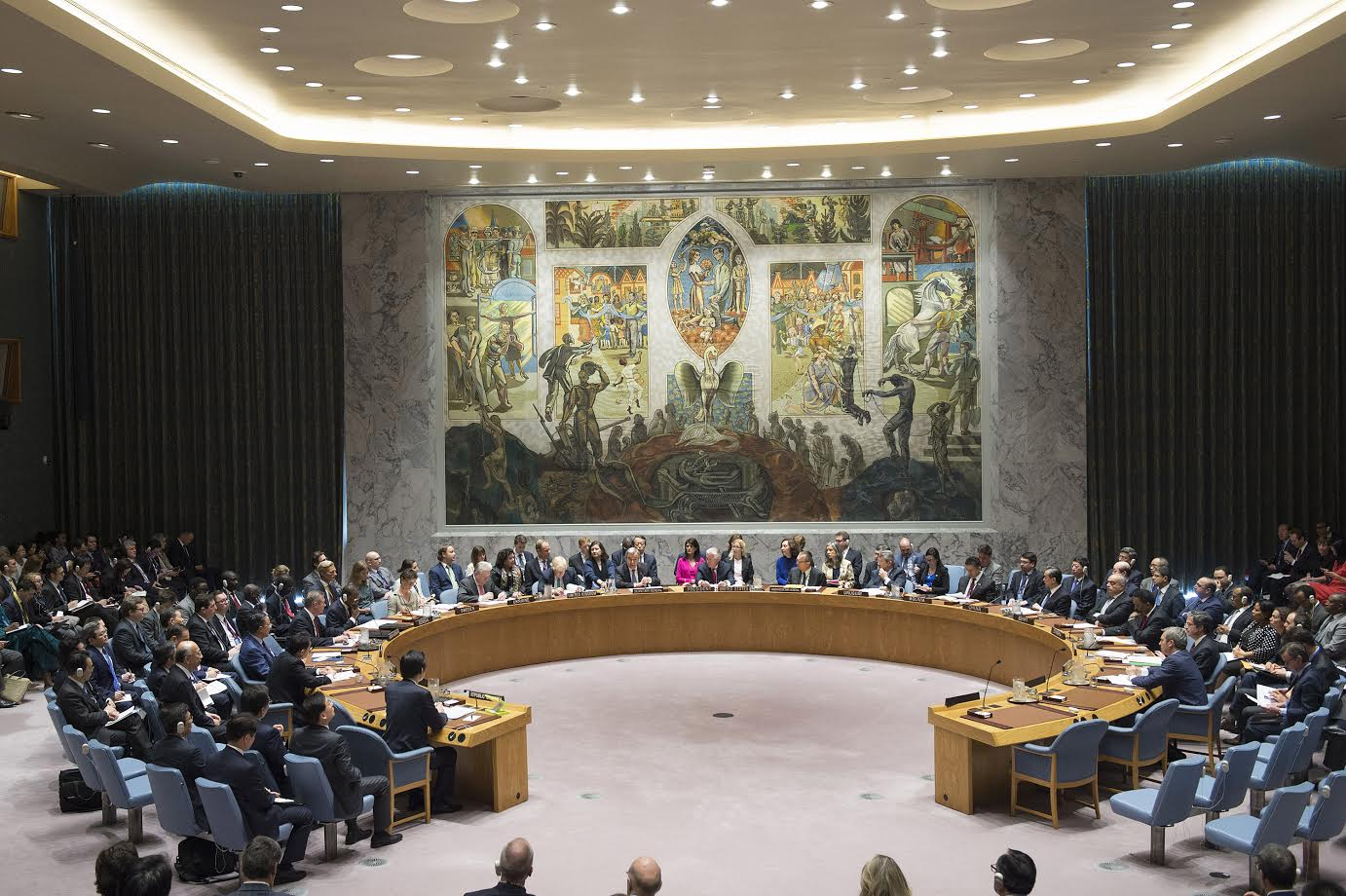
Le grandi potenze sono informalmente riconosciute in una struttura internazionale come il Consiglio di sicurezza delle Nazioni Unite: i suoi cinque membri permanenti sono, dal 1945, Stati Uniti, Russia, Cina, Regno Unito e Francia

Una grande potenza, nel linguaggio storico-diplomatico, è uno Stato dotato di grandi potenzialità militari ed economiche, con cui riesce a esercitare un ruolo di rilievo nelle vicende internazionali. È un concetto di creazione europea, utilizzato sin dal congresso di Vienna, ma è stato successivamente esteso all'ambito globale delle relazioni internazionali.
Non tutte le grandi potenze sono eguali tra loro in peso politico, economico o militare: ad esempio gli Stati Uniti sono riconosciuti come l'unica attuale superpotenza del mondo. 

## Riconoscimento convenzionale
La deroga al principio di pari dignità degli Stati è formalmente proclamata, sotto il profilo giuridico nel diritto internazionale, solo da una convenzione internazionale universalmente accettata, cioè lo Statuto delle Nazioni Unite: le grandi potenze attuali, secondo lo schema convenzionale in esso riconosciuto, sono Cina, Stati Uniti, Francia, Russia e Regno Unito. Questi cinque Paesi sono i vincitori della seconda guerra mondiale e godono pertanto del potere di veto all'interno del consiglio di sicurezza dell'ONU, dove sono inoltre gli unici membri permanenti. I Paesi del P5 sono riconosciuti ufficialmente come potenze nucleari dalla comunità internazionale.
Nonostante i notevoli cambiamenti avvenuti dal 1945 a oggi, la composizione del Consiglio di sicurezza dell'ONU è rimasta invariata. Germania, Giappone, India e Brasile hanno formalmente richiesto di entrare a far parte del gruppo dei membri permanenti con potere di veto nel CdS dell'ONU, formando il G4. L'Italia (assieme ad altri Paesi, tra cui il Canada, la Spagna e la Corea) ha formato lo Uniting for consensus, un blocco di diplomazie che ha l'obiettivo di limitare il potere di veto e di impedire l'aumento dei membri permanenti in favore di membri semi-permanenti. Al momento, sia la proposta di riforma dello "Uniting for Consenus" sia quella del G4 sembrano avere poche possibilità di riuscita, essendo necessari i 2/3 dei voti nell'Assemblea generale delle Nazioni Unite.

## Storia

### Secoli XV a XVIII
In Europa a partire dal XV secolo circa, si andò formando un complesso sistema di Stati con i rispettivi apparati diplomatici. Nel 1648, con la pace di Vestfalia che pose fine alla guerra dei trent'anni, si creò un sistema politico internazionale basato sul concetto dell'equilibrio dei poteri, o della politica dell'equilibrio, avente come obiettivo principale che nessuna delle maggiori potenze potesse emergere al di sopra delle altre. I più potenti tra gli Stati partecipanti al sistema, aventi cioè la forza per imporre la propria volontà su potenze minori, vennero perciò designati con il termine di grandi potenze.
Le grandi potenze a emergere nel corso del XVI secolo furono le monarchie di Francia, Portogallo, Inghilterra, Spagna, Sacro Romano Impero e Impero ottomano. In particolare gli Asburgo (che sotto Carlo V univano la Spagna al Sacro Romano Impero, quest'ultimo con Paesi Bassi e Austria) e Francia lottarono tra di loro per l'egemonia continentale. La Francia uscì relativamente sconfitta da questo confronto (pace di Cateau-Cambrésis del 1559) ma la Spagna di Filippo II, pur segnalandosi quale maggiore potenza della seconda metà del XVI secolo, non fu comunque in grado di imporre la propria egemonia, soprattutto a causa della fragilità della sua economia, troppo dipendente dell'estrazione di metalli preziosi delle miniere americane. Nel frattempo, nell'area orientale del continente, la grande espansione dell'Impero ottomano faceva entrare di diritto anche questa nazione nel sistema degli Stati europei quale altra grande potenza. Sempre nel Cinquecento altri Stati possono venire elencati tra i maggiori e principali del sistema, sebbene non al livello dei tre precedenti: gli Stati dinastici degli Asburgo d'Austria (che all'epoca controllavano, oltre all'Austria, anche la Boemia e l'Ungheria e il trono del Sacro Romano Impero), l'Inghilterra di Elisabetta I, la Polonia-Lituania degli Jagelloni (il maggior Stato dell'Europa nord-orientale) e il Portogallo (emerso a seguito della sua espansione oltremare, ma che verso la fine del secolo fu unito per un sessantennio sotto la stessa sovranità della Spagna).
Infine va segnalato il Papato (grazie alla grande influenza politico-religiosa esercitata dalla Santa Sede) e l'emergere del Regno russo, che, pur essendo ancora piuttosto marginale rispetto al sistema europeo, dalla metà del Cinquecento iniziò ad accrescere la propria importanza. Tra gli Stati minori vanno segnalati: la Repubblica di Venezia (che seppe contrastare i turchi in Oriente), la Confederazione svizzera (che agli inizi del Cinquecento possedette una considerevole potenza militare, prima di rimanere divisa tra cattolici e protestanti), la Danimarca-Norvegia, la Svezia, la Scozia e numerosi Stati tedeschi (Sassonia, Brandeburgo, Baviera) e italiani: Toscana, Napoli, Sicilia, lo Stato sabaudo (Ducato di Savoia, poi Regno di Sardegna).
Nella prima metà del XVII secolo la Francia riuscì a rivalersi sull'Impero e sulla Spagna (rispettivamente con la pace di Vestfalia, 1648, e la pace dei Pirenei, 1659) quale maggiore potenza europea, ma nella seconda parte del secolo si inimicò praticamente tutte le altre nazioni d'Europa, le quali coalizzandosi fecero sfumare le mire egemoniche francesi (guerre di Luigi XIV). Nel frattempo, nel corso del secolo, si affermarono definitivamente come grandi potenze la Gran Bretagna (unione personale dei troni di Inghilterra e Scozia, 1601; "Gloriosa rivoluzione", 1688; "guerra della Grande Alleanza" contro la Francia, 1689-1697) e la Monarchia asburgica ("guerra della Grande Alleanza" contro la Francia, 1689-1697; riconquista dell'Ungheria e pace di Carlowitz, 1699). Anche la Svezia, dopo la pace di Vestfalia del 1648, emerse per circa un settantennio quale grande potenza, come anche va segnalata la grande ascesa della Repubblica delle Sette Province Unite (una delle principali potenze economiche dell'epoca, grazie anche alla formidabile espansione nei commerci e nei domini oltremare).
L'inizio del XVIII secolo segnò l'affacciarsi nel sistema europeo, quale grande potenza, dell'Impero russo di Pietro il Grande a discapito della Svezia (grande guerra del Nord, 1700-1721) e segnò anche l'inizio definitivo della decadenza della Spagna (guerra di successione spagnola, 1701-1713/14). Nella metà del secolo l'ascesa della Prussia di Federico il Grande (guerra dei sette anni, 1756-1763) aggiunse anche questo Stato tedesco al novero delle maggiori potenze del continente. Cosicché alla metà del Settecento, ovvero al culmine dell'età dell'assolutismo, si afferma il sistema delle cinque potenze europee: Austria, Francia, Gran Bretagna, Prussia e Russia.

### Nell'età contemporanea
Dopo la Rivoluzione francese, la Francia napoleonica fu la prima grande potenza a realizzare l'obiettivo di imporre la sua egemonia nel continente: nel 1812 quasi tutta Europa era direttamente o indirettamente sotto il giogo del dominio francese, con l'eccezione di Gran Bretagna e Russia. L'egemonia francese però durò meno di un decennio a causa delle grandi coalizioni che ripetutamente si formarono per contrastare il dominio francese. Il successivo congresso di Vienna nel 1815 sancì definitivamente il sistema degli Stati europei (il "concerto delle nazioni") stabilendo a cinque il numero delle grandi potenze: Austria, Francia, Gran Bretagna, Prussia e Russia. Infatti sia la Spagna (perdita dell'impero coloniale nelle Americhe, 1810-1821) sia l'Impero ottomano (nascita della questione d'oriente), apparivano irrimediabilmente in decadenza. Nel corso degli anni 1860, l'unificazione italiana (proclamazione del Regno d'Italia, 1861) e quella tedesca (proclamazione del nuovo Impero tedesco, 1871) aggiunsero queste due nazioni al novero delle grandi potenze europee.
La grande espansione mondiale da parte delle potenze europee tra il XVIII e il XIX secolo, comportò il coinvolgimento di molti Stati extra-europei nel sistema incentrato sull'Europa: in questa maniera il sistema da europeo divenne, poco alla volta, globale. Nella maggior parte dei casi i popoli e i Paesi extraeuropei entrarono nell'orbita europea quali dipendenze o protettorati, ma nel corso dell'Ottocento due Paesi d'oltreoceano seppero non solo contrastare l'espansione dell'Europa, ma anche emergere fino al punto di assurgere essi stessi al rango di grandi potenze: gli Stati Uniti d'America (guerra ispano-americana, 1898) e il Giappone (guerra russo-giapponese, 1904-1905). Perciò alla vigilia della prima guerra mondiale le grandi potenze mondiali erano diventate ormai otto: Austria-Ungheria, Francia, Germania, Giappone, Gran Bretagna, Italia, Stati Uniti e Russia; tutte assieme queste otto potenze parteciparono all'inizio del secolo a un'inedita alleanza contro la Cina, preda della rivolta dei Boxer.

### Prima guerra mondiale
La prima guerra mondiale (1914-1918) segnò un primo grande momento di crisi nel sistema incentrato sulle potenze europee. L'Europa rimase estremamente provata dalla guerra, l'Austria-Ungheria si dissolse assieme a quel che restava dell'Impero ottomano, mentre l'Impero russo degli zar veniva sostituito nel sistema internazionale dall'Unione Sovietica. Inoltre la Germania, duramente sconfitta, rimase esclusa per un ventennio dal sistema.
La fine della guerra inoltre comportò, per la prima volta, la ratifica del sistema delle grandi potenze in un organismo internazionale, con l'istituzione nella Società delle Nazioni di un gruppo di Paesi con lo status di membro permanente del Consiglio di sicurezza e il diritto di veto. Essi erano le potenze vincitrici della guerra: Francia, Giappone, Italia e Regno Unito (gli Stati Uniti invece decisero di non aderire alla Società delle Nazioni, perciò il loro status di diritto come membro permanente non venne assunto).

### Seconda guerra mondiale e suoi effetti
La seconda guerra mondiale (1939-1945) segnò la crisi definitiva del sistema delle grandi potenze europee. Le tre potenze dell'Asse sconfitte nel corso della guerra, ovvero Germania, Italia e Giappone, persero il loro status. 
Germania, Italia e Giappone persero il conflitto mondiale e con esso il loro status di grande potenza: Italia e Giappone dovettero rinunciare al seggio permanente di cui disponevano nella Società delle Nazioni, mentre la Germania fu divisa in diverse zone di occupazione. Il Giappone, reduce dai bombardamenti atomici di Hiroshima e Nagasaki, rinunciò al diritto di dichiarare guerra: simili disposizioni furono inserite nelle costituzioni di Germania e Italia, che però decisero di aderire alla condivisione nucleare della NATO, acquisendo così una sorta di potere ritorsivo in ambito nucleare. Germania, Giappone e Italia tornarono a essere grandi potenze dopo il rispettivo miracolo economico post-bellico. A seguito della loro piena riabilitazione, sia industriale sia politica, le ex potenze dell'Asse furono invitate da Stati Uniti, Regno Unito e Francia a prendere parte al primo vertice del G6 nel 1975, che si allargherà al Canada l'anno successivo, generando il G7.

### Dal secondo dopoguerra
Tra le cinque potenze riconosciute vincitrici (con un seggio permanente al Consiglio di sicurezza dell'ONU) due, Stati Uniti d'America e Unione Sovietica, emersero nel giro di pochi anni come superpotenze, polarizzando velocemente in due blocchi contrapposti le relazioni internazionali (guerra fredda). La Francia e il Regno Unito, usciti molto provati dalla guerra, persero progressivamente la loro influenza, in particolare dopo la perdita dei rispettivi imperi coloniali e soprattutto dopo la crisi di Suez del 1956; in sostanza, quindi, aderirono al blocco statunitense.
La Cina, quinta potenza vincitrice della guerra, nel corso dei decenni successivi, a causa della guerra civile che la sconvolse subito dopo la guerra mondiale, della sua arretratezza economica e di una politica perlopiù isolazionistica, esercitò poca influenza sulle relazioni internazionali. Va comunque segnalato che la Cina inizialmente aderì al blocco sovietico (ovviamente la Repubblica Popolare Cinese e non il governo della Cina nazionalista, rifugiatosi sulla piccola isola di Taiwan); il Paese passò poi negli anni settanta a una politica di maggiore equidistanza dai due blocchi contrapposti e favorevole al terzo mondo.
La fine della guerra fredda (crollo del muro di Berlino nel 1989), la dissoluzione dell'Unione Sovietica e la conseguente fine del bipolarismo avevano lasciato nel sistema delle relazioni internazionali un'unica superpotenza, gli Stati Uniti d'America (definita da alcuni anche come un'iperpotenza), attorno alla quale si incentrano gli affari internazionali (politica definita di unipolarismo), perché in sostanza non esisterebbe uno Stato o non si è costituito un sistema di Stati, abbastanza potente da controbilanciare l'influenza statunitense.
A partire dall'inizio del 2000 però l'emergere di nuovi protagonisti nella politica mondiale quali la Cina, l'India, il Brasile, il ritorno parziale della Russia, i contrasti con potenze regionali di grande importanza strategica e infine soprattutto la crisi economica scoppiata nel corso del 2008, hanno comunque mostrato tutti i limiti della superpotenza americana in un mondo ormai considerato multipolare a livello economico e politico-militare. In effetti lo scenario internazionale, con i relativi rapporti di forza, è mutato con la grande recessione e la nascita del gruppo BRICS, un acronimo che indica i principali Paesi di recente industrializzazione. I Paesi del G7 e BRICS (Brasile, Russia, India, Cina e Sudafrica) hanno costituito insieme il più ampio forum del G20, ove godono di rappresentanza anche America Latina, Medio Oriente e Indo-Pacifico.
Infine un cenno a parte merita l'Unione europea (nata nel 1992 ma preceduta sin dagli anni 1950 dalle Comunità europee), tre dei cui sei Stati fondatori sono Germania, Francia e Italia e di cui fino al 2020 è stato membro anche il Regno Unito: essa riunisce gran parte (27) degli Stati europei ed è stata definita come superpotenza "potenziale" o "emergente", benché tale interpretazione sia stata a sua volta sottoposta a critica.

## Grandi potenze per data
Tabella cronologica dei Paesi che sono stati considerati grandi potenze dal Congresso di Vienna a oggi. Da segnalare che, per quanto riguarda la situazione post-1945, i pareri spesso divergono su quali Stati includere in aggiunta ai cinque membri permanenti del Consiglio di Sicurezza:
| 1815        | 1867              | 1878             | 1900             | 1919        | 1939             | 1945             | 1991        | ca. 2020    |
| ----------- | ----------------- | ---------------- | ---------------- | ----------- | ---------------- | ---------------- | ----------- | ----------- |
| Austria     | Austria-Ungheria  | Austria-Ungheria | Austria-Ungheria |             |                  |                  |             |             |
|             |                   |                  |                  |             |                  | Cina             | Cina        | Cina        |
|             |                   |                  | Stati Uniti      | Stati Uniti | Stati Uniti      | Stati Uniti      | Stati Uniti | Stati Uniti |
| Francia     | Francia           | Francia          | Francia          | Francia     | Francia          | Francia          | Francia     | Francia     |
|             | Italia            | Italia           | Italia           | Italia      | Italia           |                  | Italia      | Italia      |
|             |                   |                  | Giappone         | Giappone    | Giappone         |                  | Giappone    | Giappone    |
| Prussia     | Germania del Nord | Germania         | Germania         |             | Germania         |                  | Germania    | Germania    |
| Regno Unito | Regno Unito       | Regno Unito      | Regno Unito      | Regno Unito | Regno Unito      | Regno Unito      | Regno Unito | Regno Unito |
| Russia      | Russia            | Russia           | Russia           |             | Unione Sovietica | Unione Sovietica | Russia      | Russia      |